# Achille Müntz
Charles Achille Müntz, född 10 augusti 1846 i Soultz-sous-Forêts, Alsace, död 20 februari 1917 i Paris, var en fransk kemist. Han var bror till Eugène Müntz.  
Müntz kom 1876 till Institut national agronomique i Paris som lärare vid kemiska laboratoriet, som då förestods av Jean-Baptiste Boussingault, och efterträdde denne 1887 samt innehade befattningen till sin död. Müntz arbeten berör huvudsakligen kemins tillämpning på jordbruket och dess binäringar, vinodlingen samt utfodringsläran. Mest kända är hans undersökningar (tillsammans med Théophile Schloesing) över salpeterbildningen i jorden 1876–79, varvid definitivt fastslogs, att denna process ej, såsom man förut antagit, var av rent kemisk natur, utan att den var beroende på vissa mikroorganismers livsverksamhet. De ifrågavarande bakterierna isolerades dock först långt senare av Sergej Vinogradskij. 
Müntz ägde framstående förmåga att popularisera de vunna vetenskapliga resultaten och åtnjöt stort anseende även bland praktiska jordbrukare. Hans vetenskapliga arbeten publicerades i "Comptes rendus de l'Académie de sciences", i "Annales de l'Institut national agronomique" samt i åtskilliga handböcker. Han invaldes 1896 i Académie de sciences.